# 棚橋ナッツ
棚橋 ナッツ（たなはし ナッツ、1965年4月5日 - ）は、日本の男性俳優、声優、ナレーター。身長160cm、体重53kg。
群馬県出身。マッシュ所属。

## 出演

### 映画・Vシネマ
- ファー・イースト・ベイビーズ（1994年）
- 欲望だけが愛を殺す Vol.1 天国の虹（1994年）
- 新宿黒社会 チャイナ・マフィア戦争（1995年）
- ネオアマゾネス 密林のロリータ（1996年）
- 田山幸憲のパチプロ日記（1997年）
- マルタイの女（1997年） - 襲撃する信者
- マルソウ改造自動車教習所（1997年、1998年）
- 痴漢白書10（1998年）
- 新のぞき屋（1998年）
- 監禁遊戯 ダブルフェイク（1998年）
- OLの性シリーズ（1998年）
- 日本極道史 野望の軍団（1999年） - 松井晋平 役
- 野外天国 公然猥褻の女たち（1999年）
- 人妻女教師 熟れた放課後（1999年）
- ひとり暮らしの女（1999年）
- ライン（1999年）
- SHINJUKU LOFT bootleg 1999（1999年） - M男 役
- 実録 六本木監禁レイプ（1999年）
- AUDITION オーディション（2000年） - ホテルのフロント 役
- 岸和田少年愚連隊 カオルちゃん伝説（2001年） - カッツン 役
- マネーざんす（2001年）
- ピカレスク 人間失格（2002年）
- ピアス LOVE&HATE（2003年）
- アイデン&ティティ（2003年）
- 紀雄の部屋（2004年）
- 死刑確定I（2004年）
- ココロとカラダ（2004年） - 塗ることを強要する男 役
- 死刑確定 III（2005年）
- 椿山課長の七日間（2006年）
- 遠くの空に消えた（2007年）
- 恐怖（2010年）
- 雪月花2

### テレビドラマ
- 一攫千金夢家族2
- ウメ子
- 踊る大予告編
- 御宿かわせみ 第2章
- 帰ってきた時効警察
- ドラマスペシャル 家政婦は見た!（2014年）
- 風の刑事・東京発!
- 紙の月
- 仮面ライダーシリーズ
  - 仮面ライダーオーズ/OOO（2011年） - おでん屋店主 役
  - 仮面ライダービルド（2017年） - 父親 役
- 火曜サスペンス劇場・震える目
- ガラスの家
- ガラスの仮面 第8話「未来の紅天女を脅かす黒い影」（1997年、テレビ朝日）
- 狩矢警部シリーズ9・坂本龍馬殺人事件
- 華麗なるスパイ - 銀河テレビディレクター 役
- 救急救命士・牧田さおり4 - 富永勝夫 役
- 京都潜入捜査官 THE SLIPPERS
- 金曜エンタテイメント・せつない探偵2
- 警視庁捜査一課9係 Season 8 第1話「捏造された殺人」（2013年） - 桜木昇 役
- 警部補 矢部謙三2 - 綾小路夏雄 役
- ケータイ刑事 銭形泪 2ndシリーズ
- 幻想ミッドナイト
- 恋、した。／千話喧嘩（1997年、テレビ東京）
- 恋はあせらず
- 59番目のプロポーズ
- こちら本池上署2
- 沙粧妙子-最後の事件-
- さわやか3組
- 3番テーブルの客
- スカイハイ2
- SPEC〜零〜
- 聖なる怪物たち
- ソムリエ
- 東京007〜ロシアより愛をこめて〜
- トクボウ 警察庁特殊防犯課 第4話（2014年） - 三輪二郎 役
- TRICK 新作スペシャル2 - くす 役
- 七瀬ふたたび
- パズル - 大石 役
- ハチロー〜母の詩、父の詩〜
- はなまるマーケット殺人事件
- 春さん・夢宅配人
- ブスの瞳に恋してる
- 真夜中の王国 つながった世界
- 密会の宿4
- MW-ムウ- 第0章 〜悪魔のゲーム〜 - 中山代議士の運転手 役
- 木曜の怪談 サイボーグ（1996年）
- 茂七の事件簿 ふしぎ草紙3
- モップガール（2007年）
- 妖蝶キリコ
- 世にも奇妙な物語
- ラストマネー -愛の値段-（2011年）
- LOVE&PEACE（1998年）
- リング 〜事故か! 変死か! 4つの命を奪う少女の怨念〜（1995年）
- バイプレイヤーズ 〜もしも6人の名脇役がシェアハウスで暮らしたら〜（2017年1月 - 、テレビ東京） - 田口トモロヲのマネージャー 役
- 警視庁ゼロ係〜生活安全課なんでも相談室〜（2019年） - 船島 役
- 相棒（2020年） - 来島篤郎
- 海に眠るダイヤモンド 第3話、5話、最終話（2024年11月10日、24日、12月22日、TBS） - 尾高 役

### 舞台
- 東京グランギニョル、M.M.Mの公演

### MV
- Mrs. GREEN APPLE「ケセラセラ」（2023年4月25日）

### CM
- アイデム・ジョブラス - ナレーション
- 西友・均一価格「しっぽ」篇
- 三井住友VISAカード - 野口英世 役

### DVD
- おぼえちゃおう!せかいちず（2008年） - ナレーション

### 携帯ドラマ
- キラー・ヴァージンロード プロローグドラマ（2009年） - マネージャー 役